# 1970年死难造船厂工人纪念碑

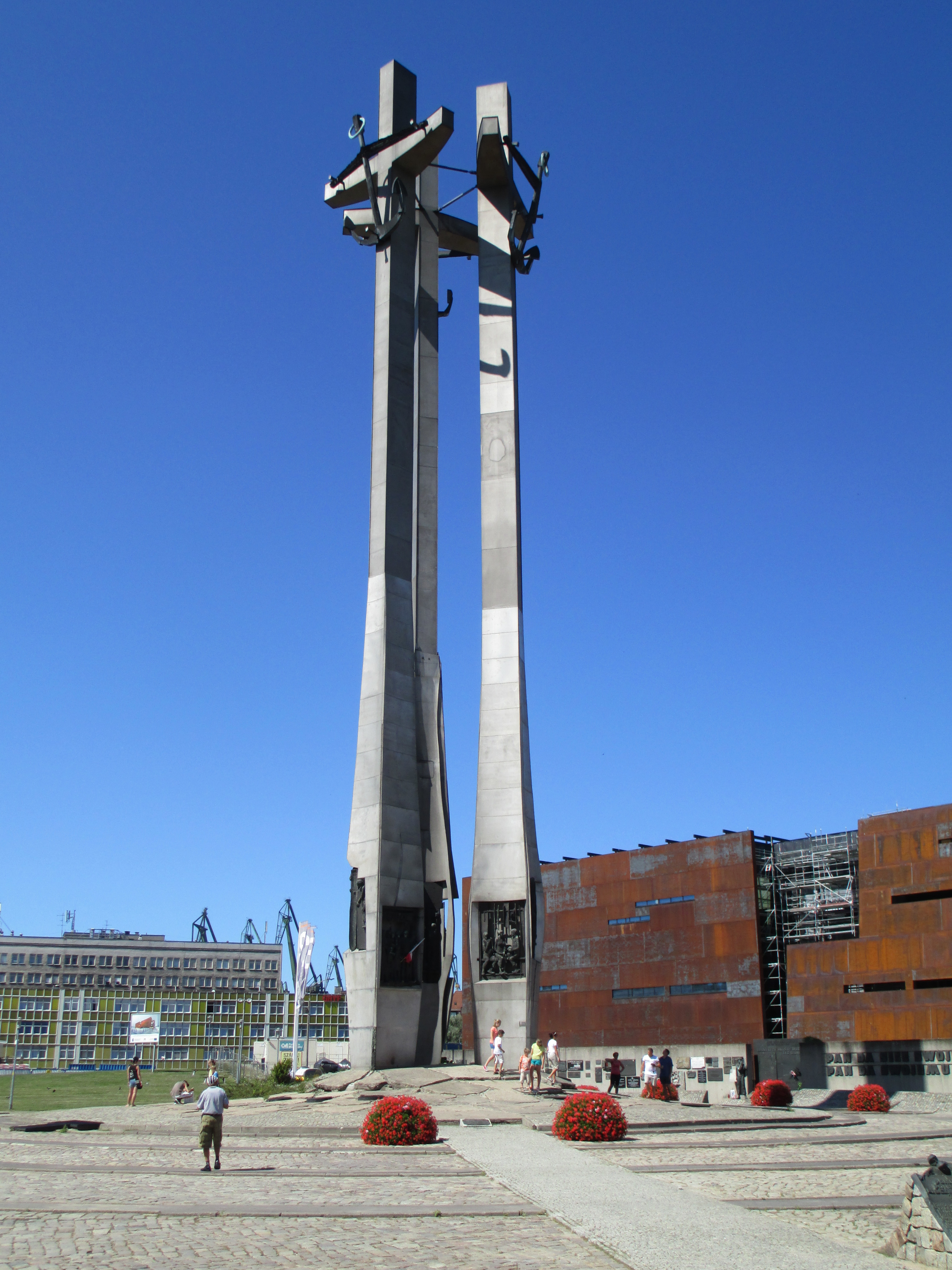
1970年死难造船厂工人纪念碑，后面是欧洲团结工会中心

1970年死难造船厂工人纪念碑（波蘭語：Pomnik Poległych Stoczniowców 1970）位于波兰格但斯克，于1980年12月16日揭幕，在当时的列宁造船厂入口附近。它是为了纪念1970年12月1970年波兰抗议事件期间被杀害的至少42人，建于格但斯克协议签订之后，是在共产党国家建立的第一座纪念共产主义压迫受害者的纪念碑。设计者包括博格丹·皮特鲁什卡、维斯瓦夫·什伊拉克、沃伊切赫·莫克温斯基和雅克·克伦茨。。

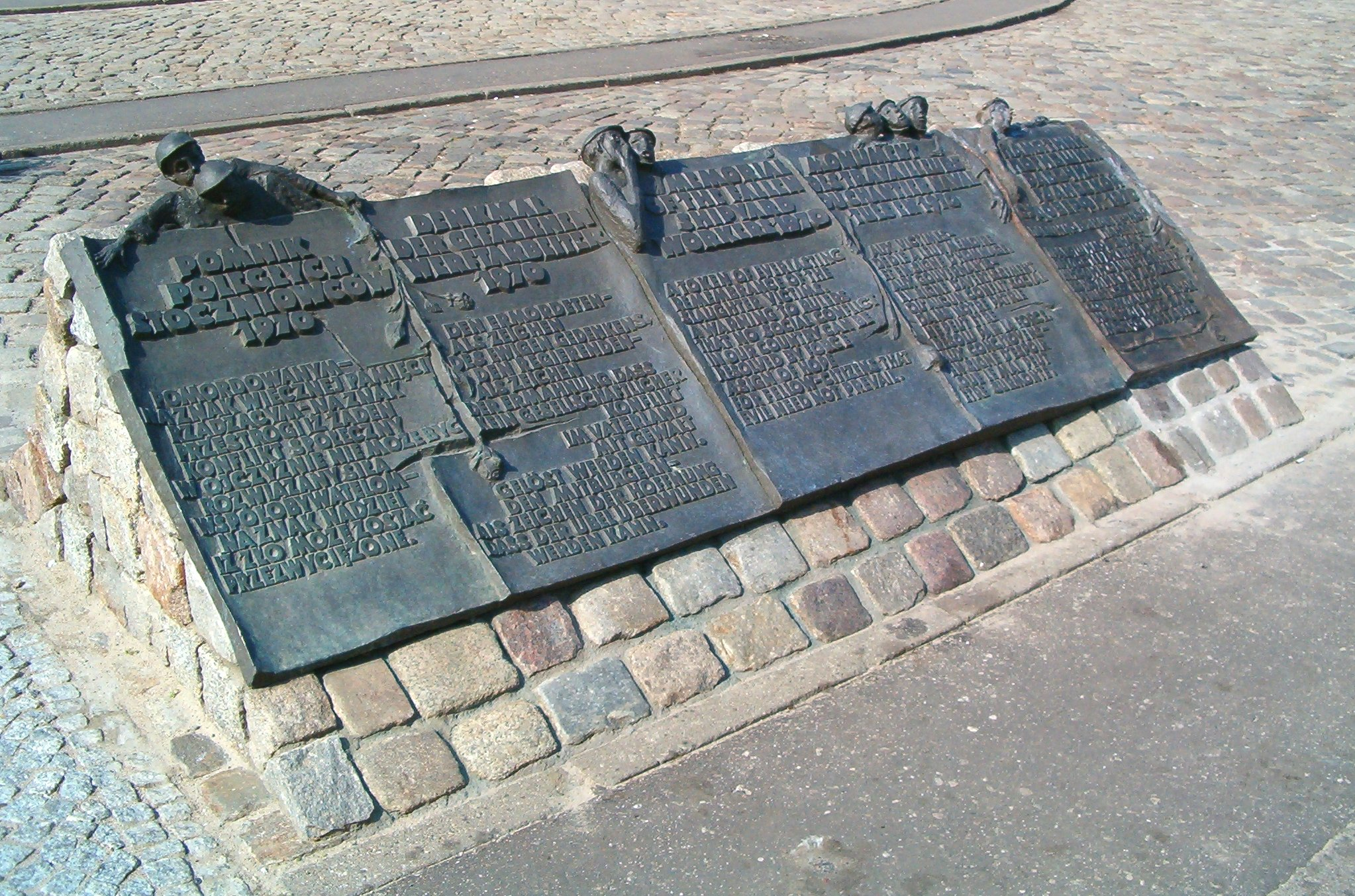
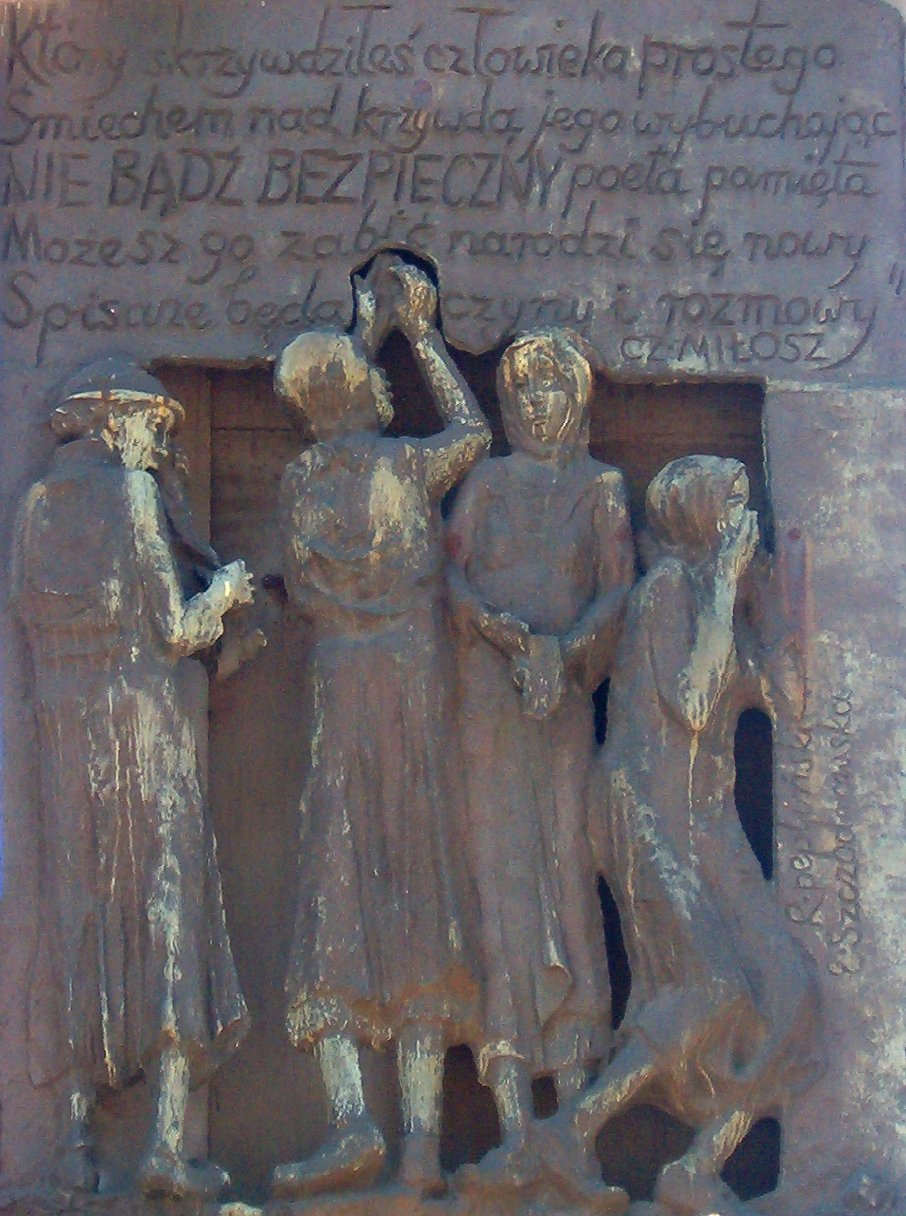
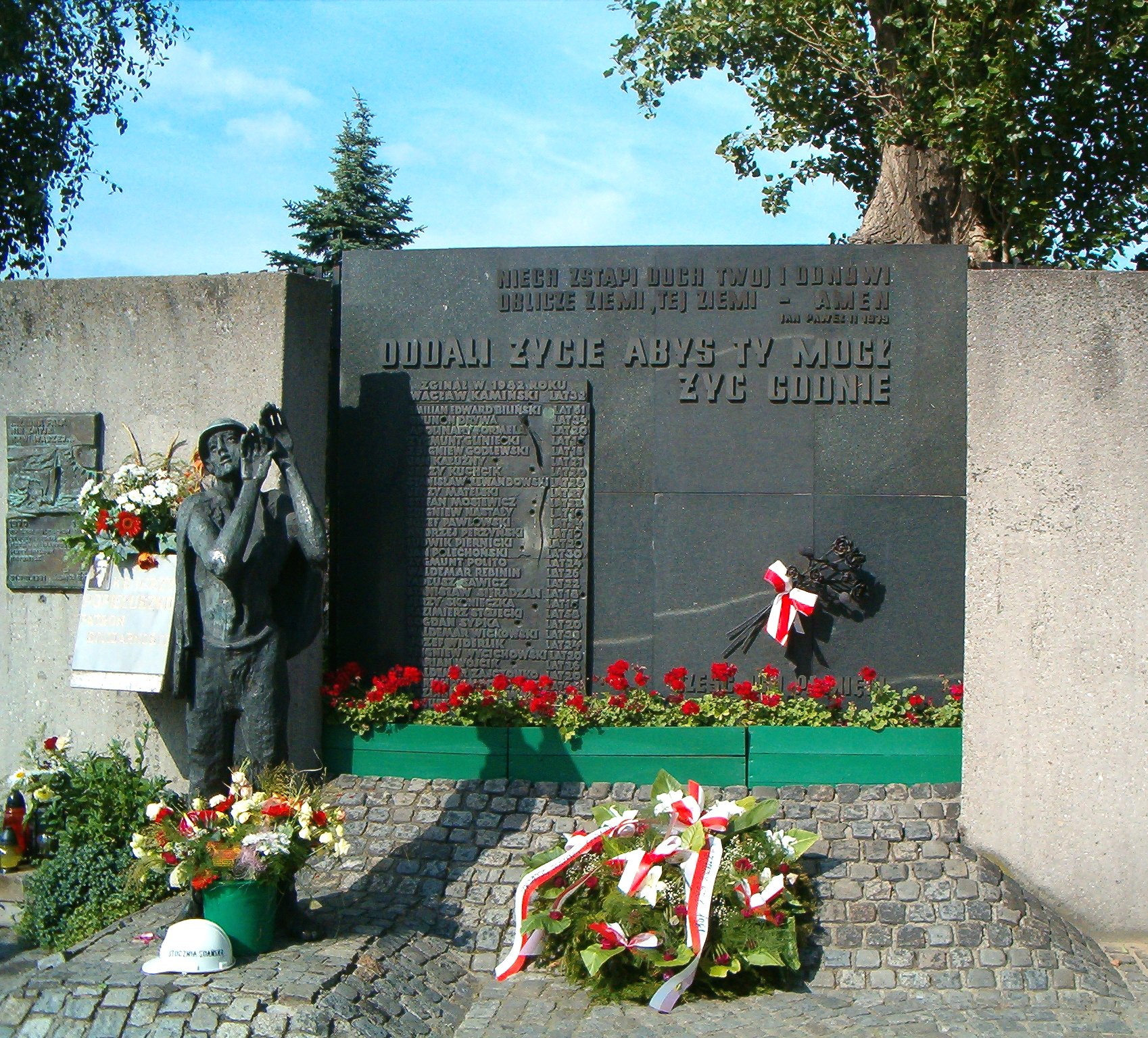
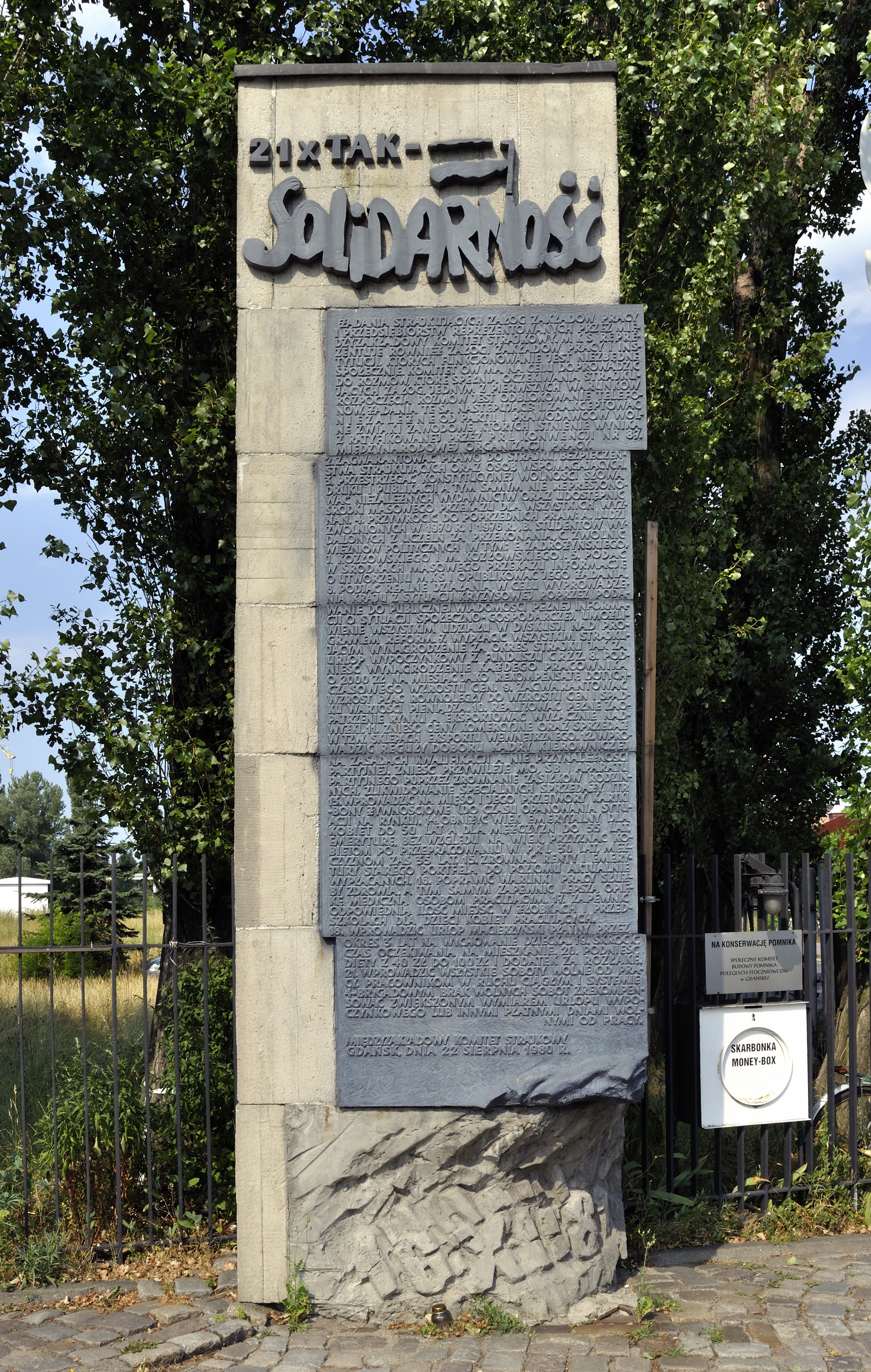